# Holcencyrtus niger
Holcencyrtus niger är en stekelart som först beskrevs av William Harris Ashmead 1888.  Holcencyrtus niger ingår i släktet Holcencyrtus och familjen sköldlussteklar. Inga underarter finns listade i Catalogue of Life.